# Porto de Cachoeira do Sul
O Porto de Cachoeira do Sul é um porto fluvial localizado às margens do rio Jacuí, no município gaúcho de Cachoeira do Sul.
Considerado de valor econômico importantíssimo para Cachoeira do Sul, o porto foi planejado para conectar-se com Porto Alegre através do rio Jacuí, que deságua no Guaíba, e, de lá, ir até Rio Grande via Lagoa dos Patos. Atualmente, o local do porto está abandonado, contudo, com os novos investimentos que estão chegando à cidade, como Granol e Aracruz Celulose, planeja-se ativá-lo. Em sua região encontra-se a antiga Centralsul, que hoje é ocupado pela Granol. Para chegar até lá, do Centro de Cachoeira do Sul, trafega-se pela Avenida das Nações Unidas e pela estrada que se conecta com a avenida.
O porto é considerado de grande potencial econômico , devido à navegabilidade do Jacuí entre Cachoeira do Sul e Porto Alegre e também à confluência de vias terrestres na cidade, como a BR-153, BR-290 e a Ferrovia Sul-Atlântico.